# Narava
Naráva (tudi snôvni svét, snôvno vesólje, narávni svét in narávno vesólje ali starinsko natura in malo manj priroda) je vsa snov in energija, še posebej v svoji osnovni obliki, neodvisni od človeškega vpliva. Naravo raziskujejo razne znanstvene vede in še posebej naravoslovje. V grobem se deli na živo in neživo naravo, vendar je meja med obema nejasna (molekularna biologija, biokemija), vključuje pojave velikostnih razredov od podatomskih delcev do vesolja.

## Živa narava

### Življenje in evolucija
Splošno sprejete definicije življenja ni. Skupne lastnosti živih organizmov so presnova, rast, odzivanje na dražljaje iz okolja, prilagajanje na okolje in sposobnost razmnoževanja. Rastline, živali, glive, protisti, arheje in bakterije sestavljajo celice, zgrajene iz organskih snovi in vode, ki izpolnjujejo vse prej naštete lastnosti. Vendar nekatere definicije življenja vključujejo tudi viruse, ki niso celični organizmi in niso sposobni neodvisnega razmnoževanja, ter nekatere obstoječe in prihajajoče oblike umetnega življenja.
Nastanek življenja pojasnjuje veliko znanstvenih teorij, zelo pogosto pa nastopa tudi v neznanstvenih mitoloških in religioških besedilih in izročilu. Abiogeneza je teorija, ki pojasnjuje nastanek življenja iz nežive snovi. Nastanek organskih snovi iz anorganskih sestavin je bil dokazan v laboratorijskih poskusih, v katerih so pridobili vse znane gradnike živih organizmov, torej aminokisline (Miller-Ureyev poskus iz leta 1953), mikroskopske delce obdane s fosfolipidno polprepustno membrano, ki vsebujejo aminokisline, peptide in snovi z encimom podobno aktivnostjo. Mnoge teorije o nastanku življenja izhajajo iz »primordialne juhe«, torej vodne raztopine z organskimi snovmi. Po Eigenovi hipotezi se je sistem ohranjanja informacij, torej osnova razmnoževanja, razvil na osnovi ribonukleinske kisline (RNK), ki združujejo tako encimsko aktivnost kot tudi zmožnost shranjevanja informacij v zaporedju nukleotidov (zelo podobno kot DNK). Na osnovi hipoteze so razvili »Spiegelmanovo pošast«, 218 nukleotidov dolgo verigo RNK, ki je še najkrajša, ki se lahko ohranja s podvojevanjem ob prisotnosti encima RNA replikaze. Eigen je nadaljeval s poskusom in ustvaril podoben RNK sistem, ki je bil dolg samo 48-54 nukleotidov. Izvor življenja iz primordialne juhe temelji na ogljikovih spojinah, vendar obstajajo tudi hipoteze, ki nastanek življenja gradijo na železo-žveplovi ali cinkovi osnovi. Po prvi naj bi življenje nastalo ob redoks reakcijah v prisotnosti pirita (FeS2), saj naj bi sproščena energija omogočala sintezo organskih molekul. Z laboratorijskim poskusom, v katerem so simulirali okolje s piritom, so proizvedli aminokisline, ki so tvorile di in tripeptide. Nadgradnja omenjene hipoteze je cinkova hipoteza, ki predvideva nastanek življenja v okolju, ki je zelo podobno podmorskim hidrotermalnim vrelcem.
Znana živa bitja si delijo mnoge skupne lastnosti, kot so osnovni gradniki in informacija, shranjena v DNK ali v RNK, zato se sklepa, da ima vse življenje skupen izvor. Najstarejši dokazi življenja na Zemlji so stari 3,5 milijarde let,, razvoj bitij iz skupnega prednika s kopičenjem sprememb in njihovo selekcijo skozi generacije pa pojasnjuje evolucija.

### Mikroorganizmi
Po najbolj široki definiciji je mikroorganizem vsak organizem, ki ni viden s prostim očsom, zato je njegovo opazovanje možno samo z mikroskopom. Zato med mikroorganizme lahko prištevamo tudi evkartiontske protiste (npr. paramecij, bičkar ovratničar), mnoge glive (npr. kvasovke), nekatere alge in tudi živali, kot so s prosti očesom nevidne pršice. V ožjem smilu pa so mikroorganizmi prokariontske bakterije in arheje, ki se od evkariontskih organizmov razlikujejo po precej bolj enostavni zgradbi celice brez notranjih vključkov (brez jedra, mitohondrijev, kloroplastov in notranjih membran). V primerjavi z rastlinami in živalmi imajo mikroorganizmi izjemno raznolike metabolne poti, izkoriščajo lahko zelo različne vire hrane, živijo lahko tudi v izjemno vročih, hladnih, slanih ali za višje organizme strupenih okoljih, celo v vesolju. V ustreznih razmerah se lahko zelo hitro razmnožujejo, sposobni so hitre prilagoditve na okolje in hitre evolucije, zato ker imajo višjo stopnjo mutacija pri podvojevanju DNK in ker lahko sprejemajo tujo DNK (horizontalni genski prenos).

### Rastline, živali in glive
Rastline so prevladujoči vidni ali makroskopski kopenski organizmi. Sposobne so vključevati atmosferski ogljik (ogljikov dioksid) v svojo biomaso v procesu fotosinteze, pri čemer nastaja kisik kot stranski proizvod. S tem so ključne za vzdrževanje s kisikom bogate atmosfere, ki jo potrebujejo živali. Živali kisik potrebujejo za oksidacijo hrane, ki je lahko rastlinska (rastlinojedci ali herbivori), živalska (mesojedci ali karnivori) ali mešana (vsejedci ali omnivori). Glive samostojno niso sposobne vršiti fotosinteze, lahko pa tvorijo tesne simbiotske organizme z modrozelenimi algami (sodi med bakterije), ki jih imenujemo lišaji. Ocenjuje se, da je na Zemlji 1,5 milijona vrst gliv,, 17.000 lišajev, 320.000 vrst rastlin, 1,4 milijona živali razen žuželk (od tega 5490 vrst sesalcev in 9998 vrst ptic) in 10-30 milijonov vrst žuželk.

### Virusi
Virusi niso zgrajeni iz celice in se niso sposobni razmnoževati brez gostiteljskega organizma, zato otežujejo natančno definicijo življenja. Gostitelj je lahko evkarionstki organizem, v primeru bakteriofagov pa tudi prokariontski. Večinoma so zgrajeni iz genetskega materiala, ki je lahko shranjen v obliki molekule DNK ali RNK, proteinskega plašča in včasih še iz lipidne ovojnice. Večinoma so premajhni, da bi bili vidni pod svetlobnim mikroskopom, zato jih lahko opazimo samo pod elektronskim mikroskopom. Njihov izvor ni dobro pojasnjen. Viroidi so rastlinski patogeni, ki jih sestavlja samo gola molekula RNK, zato se jih običajno ne obravnava kot žive organizme.

## Neživa narava
- fizika
- kemija
- geologija
  - kamenina
- hidrologija
  - voda
- meteorologija, aerologija
  - zrak, ozračje
- astronomija
  - planet
  - Osončje
  - zvezda
  - galaksija
- kozmologija
  - Vesolje